# En sång, en kyss, en flicka
En sång, en kyss, en flicka är en tysk komedifilm med musikinslag från 1932 i regi av Géza von Bolváry med manus av Fritz Grünbaum.

## Handling
Peter Franke är skivbolagsdirektör för Supraphon. Han ingår en förlovning av ekonomiska skäl med Asta Walden, men strax därpå träffar han Wally Sommer, ett sjungande skivbutiksbiträde och de båda blir förälskade.

## Rollista
- Marta Eggerth - Wally Sommer
- Gustav Fröhlich - Peter Franke
- Fritz Grünbaum - Adolph Münzer
- Gretl Theimer - Asta Walden
- Tibor Halmay - Paul Koch
- Anton Pointner - Fritz Sturm
- Oskar Sima - Burger
- Paul Morgan - teaterdirektör Kurländer
- Gerhard Ritterband - inspicient Krakauer
- Hugo Döblin - nervöse mannen
- Werner Finck - Autor
- Dajos Bela - orkesterledaren